# جرج پیکت
 جرج پیکت (انگلیسی: George Pickett؛ ۱۶ ژانویهٔ ۱۸۲۵ – ۳۰ ژوئیهٔ ۱۸۷۵) یک فرد نظامی اهل ایالات متحده آمریکا بود.